# Pontificio Consejo de la Cultura
El Consejo Pontificio de la Cultura (en latín Pontificium Consilium de Cultura) fue una institución de la curia romana, creada por Juan Pablo II el 20 de mayo de 1982, mediante una carta autógrafa dirigida al Secretario de Estado. 
Tras la publicación de la constitución apostólica Praedicate evangelium, del papa Francisco, el pontificio consejo se unificó con la Congregación para la Educación Católica en el nuevo Dicasterio para la Cultura y la Educación.

## Historia
El Pontificio Consejo para la Cultura, fue creado por Juan Pablo II, medainte carta autógrafa del 20 de mayo de 1982. Más adelante, mediante la carta apostólica, en forma de motu prropio, Inde a Pontificatus, de 25 de marzo de 1993, se reorganizó el consejo, estableciendo su  principal cometido:

El Consejo promueve el encuentro entre el mensaje salvífico del Evangelio y las culturas de nuestro tiempo, a menudo marcadas por la no creencia y la indiferencia religiosa, a fin de que se abran cada vez más a la fe cristiana, creadora de cultura y fuente inspiradora de ciencias, letras y artes
Carta apostólica, Inde a Pontificatus, art. 1.

En este sentido el Consejo manifiesta su solictud pastoral ante los fractura entre el Evangelio y la cultura; y  favorece las relaciones de la Iglesia con el mundo de la cultura y toma iniciaivas adecuadas al diálogo entre la fe y la cultura, ofreciendo su colaboración a las iglesias locales. (arts. 2-3)
Tal como, el papa expone en la introducción del motu proprio  el Consejo para el Diálogo con los No Creyentes establecido por la Pastor Bonus, queda integrado en el Pontificio Consejo de la Cultura, por tanto se incluyen entre los cometidos este Consejo el diálogo con los que no creen en Dios o no profesan ninguna religión, para lo que orgniza y participa en congresos de estudio en esta campo (art. 4)
El Consejo se organiza en dos secciones (art, 4.I):
1. Fe y Cultura
2. Diálogo con las culturas

El motu proprio encomienda al Consejo la coordinación de la Pontificia Academia de las Ciencias; la Pontificia Academia de las Ciencias Sociales; y de la Comisión Pontificia para los Bienes Culturales de la Iglesia, que deja de depender de la Congregación del Clero, y siendo autónoma con su propio Presidente, mantendrá encuentros periódicos con el Pontficio Consejo de la Cultura. (art. 4.II y III)
La constitución apostólica Pastor Bonus, de 28 de junio de 1988, de Juan Pablo II confirmó la integración de este consejo en la curia romana. Posteriormente Benedicto XVI, con la carta apostólica en forma de motu proprio, Pluchritudinis Fidei, 30 de julio de 2012, transfirió al Consejo la finalidad y competencias que hasta ese momento tenía encomendada la Comisión Pontificia para los Bienes Culturales de la Iglesia.
El 3 de septiembre de 2007, el papa Benedicto XVI nombró presidente del mismo a Mons. Gianfranco Ravasi, hasta entonces Prefecto de la biblioteca ambrosiana. Entre sus obras se puede destacar el apoyo dado para la fundación de Festival Internacional de Cine Católico Mirabile Dictu celebrado en Roma desde 2010.
El 19 de marzo de 2022, el papa Francisco publica la constitución apostólica Praedicate Evangelium y el Pontificio Consejo se convierte en dicasterio y se unifica con la Congregación para la Educación Católica en el Dicasterio para la Cultura y la Educación.

## Composición del Consejo

### Anteriores Presidentes
- Cardenal Gabriel-Marie Garrone (20 de mayo de 1982 - 19 de abril de 1988 retirado por edad)[8]
- Cardenale Paul Poupard (19 de abril de 1988 - 3 de septiembre de 2007 retirado por edad), desde 4 de may de 1993 era presidente del Consejo para el Diálogo con los No Creyentes[9][10]

En el momento de la entrada en vigor de la Praedicate evangelium, 1 de junio de 2022, y la integración de las funciones del Consejo en el nuevo Dicasterio para la Cultura y la Educación, quedaba compuesto así:

### Presidencia
- Presidente: Card. Gianfranco Ravasi (3 de septiembre de 2007 -1 de junio de 2022)
- Secretario: Paul Tighe obispo titular de Drivastum
- Subsecretario: Melchor Sánchez de Toca
- Delegado: Carlos Alberto de Pinho Moreira Azevedo, obispo titular de Belali
- Presidente emérito: Card. Paul Poupard

### Miembros
- Card. Giuseppe Betori,  Arzobispo de Florencia, Italia
- Card. Daniel N. DiNardo, Arzobispo de Galveston-Houston, EE. UU.
- Card.  Card. Erdő, Arzobispo de Esztergom-Budapest, presidente de la Conferencia Episcopal Húngara (Magyar Katolikus Püspöki Konferencia) y del Consejo de las Conferencias Episcopales Europeas.
- Card. Francisco Javier Errázuriz Ossa, Arzobispo emérito de Santiago de Chile, Chile
- Card. Francis E. George, O.M.I, Arzobispo de Chicago, EE. UU.
- Card. Giovanni Lajolo, Presidente emérito del Governatorato del Estado de la Ciudad del Vaticano
- Card. Laurent Monsengwo Pasinya, Arzobispo de Kinshasa, República Democrática del Congo
- Card. Marc Ouellet, P.S.S., Prefecto de la Congregación para los Obispos y Presidente de la Pontificia Comisión para América Latina.
- Card. Polycarp Pengo, Arzobispo de Dar-es-Salaam, Tanzania
- Card. Jean-Pierre Ricard, Arzobispo de Bordeaux y Obispo de Bazas, Francia
- Card. Antonio María Rouco Varela, Arzobispo de Madrid, España, y Presidente de la Conferencia Episcopal Española
- Card. Juan Sandoval Íñiguez, Arzobispo emérito de Guadalajara
- Card. Théodore-Adrien Sarr, Arzobispo de Dakar, Senegal, y Presidente de la Conferencia Episcopal Regional de África del Oeste
- Card. Christoph von Schönborn, Arzobispo de Viena
- Card. Angelo Scola, Arzobispo de Milán, Italia
- Card. Jean-Louis Tauran, Presidente del Consejo Pontificio para el Diálogo Interreligioso
- Card. Telesphore Placidus Toppo, Arzobispo de Ranchi, India
- Card. Jorge Liberato Urosa Savino, Arzobispo de Caracas, Venezuela
- Card. Donald Wuerl, Arzobispo de Washington
- Héctor Aguer, Arzobispo de La Plata, Presidente de la Comisión de Educación Católica de la Conferencia Episcopal Argentina
- Charles Maung Bo, Arzobispo de Rangún, Birmania
- Mark Benedict Coleridge, Arzobispo de Brisbane, Australia
- Fr. Fabio Duque Jaramillo, OFM, Obispo de Garzón, Colombia
- Joseph Vianney Fernando, Obispo de Kandi, Sri Lanka
- Rino Fisichella, Presidente del Consejo Pontificio para la Promoción de la Nueva Evangelización
- Bruno Forte, Arzobispo de Chieti-Vasto, Italia
- Gerhard Ludwig Müller, Prefecto de la Congregación para la Doctrina de la Fe
- Donal Murray, Obispo emérito de Limerick, Irlanda
- Anselme Titianma Sanon, Arzobispo emérito de Bobo-Dioulasso, Burkina Faso
- François Bousquet, sacerdote de la Diócesis de Pontoise, Francia
- Prof. Jean-Luc Marion, Profesor emérito de la Universidad París Sorbona (Paris IV)
- Mº Arvo Pärt, compositor